# Guldteju
Guldteju (Tupinambis teguixin) är en ödla i familjen tejuödlor som förekommer i norra och centrala Sydamerika. Den är en marklevande ödla som vanligen blir omkring 80–110 centimeter lång och har ett glänsande skinn. Kroppsbyggnaden är robust, arten har kraftiga ben och långa klor som används för grävning och vid behov även för att försvara sig mot predatorer. Ödlan kan även bitas eller försöka freda sig från en angripare genom att slå med sin svans. Tungan är kluven och den har en lång svans, som är tjock vid basen och avsmalnande mot spetsen.
Arten lever i låglandet och i kulliga regioner upp till 600 meter över havet. Den vistas i regnskogar, mangrove, i fuktiga savanner och nära kusten. I mer torra områden besöker den vattenansamlingar. Guldteju hittas ibland i trädgårdar eller på odlingsmark. Den vilar i jordhålor. Födan varierar mellan blad, frukter, leddjur, groddjur, små ödlor, småfåglar och ägg. Den äter även as. Honor lägger själv ägg. Arten jagas bland annat av gråstrimmig vråk. Ödlan kan tappa sin svans som en försvarsåtgärd.
Honor lägger sina ägg i termitstackar (främst av Tupinambis cryptus). Ungarna lämnar stacken efter regnfall när väggarna är mjuka.
Många exemplar fångas för köttets skull. Hela populationen är fortfarande stabil. IUCN listar arten som livskraftig (LC).